# Миза Клоога
Миза Клоога (ест. Klooga mõis, нім. Lodensee) — колишній дворянський маєток, що знаходиться на півночі  Естонії в  волості Кейла повіту Харьюмаа.

## Історія
У згаданій вперше в 1504 р. мизі вже тоді мабуть були кам'яні будівлі.
Центр мизи знаходиться на високому східному березі  озера Клоога і  естонською мовою відомий як замок Лодіярве (дослівно Озеро Лод), що є прямим перекладом з  німецької мови.
У XVI ст. миза належала родині Нієроде (нім. Nieroth), на початку XVII ст. — сім'ям Lohn, Heydemann, Wartmann.
В 1665 р. мизу придбав Ганс Клюге (нім. Hans Klugen), від імені якого походить естонська назва мизи. Миза залишалася власністю родини фон Клюге дуже довгий час.
До  націоналізації 1919 р. власником мизи був Аксель фон Крузенштерн (Axel von Krusenstern).

## Архітектура
Головний будинок мизи — це споруда в стилі раннього класицизму з виступаючими крилами.
Будівля була споруджена в 1794 р., і при цьому цілком ймовірно було прибудовано більш пізні будови.
До кінця XIX ст. був сформований представницький садибний комплекс з множинними додатковими спорудами, які знаходилися поблизу від головної будівлі.
З заднього фасаду і правого крила будівлі відкривався мальовничий краєвид на озеро Клоога.
Після  Другої світової війни миза перебувала у володінні  радянської армії. Після відбуття військових в 1992 р. був зруйнований дах будівлі і миза перетворилася на руїни. Розваленою виявилися і нечисленні додаткові споруди.
В даний час миза знаходиться в приватному володінні, головний будинок реставрується, там споруджено новий дах.

## Приход
Згідно з історичним адміністративним поділом, миза Хумана відноситься до  Кейласького приходу (ест. Keila kihelkond).

## Ресурси Інтернету
- Klooga mõis [Архівовано 8 травня 2013 у Wayback Machine.] (ест.)